# Goldene Ringelgansfeder
Die Goldene Ringelgansfeder ist eine Ehrung, die im Rahmen der Ringelganstage auf Hallig Hooge von der Schutzstation Wattenmeer verliehen wird. Sie zeichnet Personen aus, die sich für den Schutz der Ringelgänse und ihres Lebensraumes einsetzen. Dieser Einsatz kann in unterschiedlichen Arbeitsfeldern geschehen, die im Laufe der Jahre durch die Vergabe der Feder berücksichtigt wurden.

## Bisherige Preisträger
| Jahr          | Preisträger                         | Funktion, Grund der Auszeichnung |
| ------------- | ----------------------------------- | --- |
| 2000          | Günter Flessner                     | langjähriger Landwirtschaftsminister in Schleswig-Holstein, in dieser Funktion auch für den Naturschutz zuständig                                             |
| 2001          | Peter Prokosch                      | damals Geschäftsführer des WWF Deutschland, für den Bereich Naturschutz, Forschung, Verbände                                                                  |
| 2002          | Gudrun und Hermann Matthiesen       | Bewohner der Hallig Süderoog, für praktischen Naturschutz in der Region                                                                                       |
| 2003          | Jan van de Kam                      | Fotograf |
| 2004          | Willfried Janßen                    | Umweltdidakt |
| 2005          | Hans-Heiner Bergmann                | Biologe und Ökologe, für den Bereich Gänseforschung und Naturschutz                                                                                           |
| 2006          | Jens Enemark                        | Common Wadden Sea Secretariate (CWSS), für die internationale Zusammenarbeit im Wattenmeer                                                                    |
| 2007          | Gerd Oetken                         | Gründer und langjähriger Vorsitzender der Schutzstation Wattenmeer, für sein Lebenswerk                                                                       |
| 2008          | Dieter Harrsen                      | Landrat des Kreises Nordfriesland, für die Unterstützung der Biosphärenarbeit und der Ringelganstage                                                          |
| 2009          | Friedrich Heddies Andresen          | Leiter des Nationalparkamtes a. D., für seine Mitwirkung am Halligprogramm                                                                                    |
| 2010          | Bart Ebbinge                        | Gänseforscher aus den Niederlanden, für seine vielfältigen Verdienste für den Schutz der Ringelgänse                                                          |
| 2011          | Annemarie Lübcke                    | ehemalige Geschäftsführerin des Biosphärenreservats Schleswig-Holsteinisches Wattenmeer und Halligen, für den Bereich „Biosphäre und nachhaltige Entwicklung“ |
| 2012          | Andrew St. Joseph                   | britischer Pionier der Ringelgansforschung und Pionier der Farbberingung der Ringelgänse                                                                      |
| 2013          | Harry Diedrichsen                   | ehrenamtlicher Nationalparkwart und Jordsand-Referent der Vogelinsel Norderoog                                                                                |
| 2014          | Helmut Grimm                        | ehemaliger Leiter der Nationalparkverwaltung, für seinen Einsatz für Nationalpark und Biosphäre                                                               |
| 2015          | Renée Oetting Jessel und Uwe Jessel | Nationalpark-Gästeführer bzw. Halliglehrer, für jahrzehntelanges Engagement auf der Hallig Hooge                                                              |
| 2016          | Boy-Peter Andresen                  | ehemaliger Bürgermeister von Langeneß, für sein Engagement auf der Hallig Langeneß                                                                            |
| 2017          | nicht verliehen                     | |
| 2018          | Albert Pahl                         | ehemaliger Kreispräsident des Kreises Nordfriesland, für seinen Einsatz für den Naturschutz                                                                   |
| 2019          | Eckart Schrey                       | Leiter des Forschungsdezernates im Nationalparkamt, Geschäftsführer der Nationalpark Service GmbH, Leiter des Dezernates Öffentlichkeitsarbeit                |
| 2020 und 2021 | nicht verliehen                     | |
| 2022          | Christiane Fleeth                   | Lehrerin auf der Hallig Gröde, hat über viele Jahre ihren Schülern und zahlreichen Gästen die Halligen und die Ringelgänse nahe gebracht                      |
| 2023          | Ingrid und Dieter Nebendahl         | ehemalige Bewohner der Hallig Hooge stellvertretend für die Menschen, die die Idee der Ringelganstage entwickelt und zur ersten Durchführung gebracht haben   |
| 2024          | Siegmund Pfingsten                  | ehemaliger Veranstalter von naturkundlichen Bildungsreisen und Nationalpark-Partner                                                                           |